# Sportin’ Life Blues
Sportin’ Life Blues ist ein Bluessong, den der US-amerikanische Bluesmusiker Walter „Brownie“ McGhee geschrieben hat. Er veröffentlichte den Titel als B-Seite zu seiner Schellackplatte Mean Ole Frisco im Jahr 1948 bei Alert Records.
Der Blues handelt davon, dass der Erzähler sein altes unstetiges Leben mit dem nächtlichen Herumtreiben aufgeben möchte und endlich heiraten und sich häuslich niederlassen möchte. Begleitet wird McGhees Gesang von Gitarre, Bass und Mundharmonika. Zugerechnet wird der Titel dem Country Blues. 1987 veröffentlichte McGhee eine andere Version des Titels in Zusammenarbeit mit Sonny Terry auf dem gleichnamigen Album.

## Coverversionen
Im Jahr 1962 nahm der US-amerikanische Blues-Musiker Champion Jack Dupree seine Interpretation des Titels für Storyville Records auf (A45088). Skip James hatte den Song im Repertoire, schrieb ihn aber fälschlicherweise Bessie Smith zu. Die US-amerikanische Rockband The Lovin’ Spoonful spielte eine Sportin' life betitelte Version für ihr Debütalbum Do You Believe In Magic von 1965 ein. Der New Yorker Gitarrist und Sänger Dave Van Ronk, der den Titel bereits mit 15 Jahren kennenlernte und liebte, lernte über ihn 1960 Brownie McGee kennen; im gesetzten Alter  interpretierte er den Titel im Jahr 2004 für sein Album … And the Tin Pan Bended and the Story Ended…. Gecovert wurde der Titel ferner u. a. vom britischen Jazzmusiker Ken Colyer und der Chris Blount New Orleans Jazz Band. Der britische Rockmusiker Eric Clapton coverte den Song gemeinsam mit J.J. Cale für ihr Kollaborationsalbum The Road to Escondido.